# Dél-Korea az 1960. évi nyári olimpiai játékokon
Dél-Korea az olaszországi Rómában megrendezett 1960. évi nyári olimpiai játékok egyik részt vevő nemzete volt. Az országot az olimpián 9 sportágban 35 sportoló képviselte, akik érmet nem szereztek.

## Atlétika
Férfi
| Versenyző                  | Versenyszám | Előfutam | Előfutam | Negyeddöntő | Negyeddöntő | Elődöntő | Elődöntő | Döntő         | Döntő         |
| Versenyző                  | Versenyszám | Idő      | Hely.    | Idő         | Hely.       | Idő      | Hely.    | Idő           | Helyezés      |
| -------------------------- | ----------- | -------- | -------- | ----------- | ----------- | -------- | -------- | ------------- | ------------- |
| Kim Jong-cheol             | 100 m       | 11,5     | 6.       | kiesett     | kiesett     | kiesett  | kiesett  | kiesett       | kiesett       |
| Lee Chang-hoon             | Maraton     |          |          |             |             |          |          | 2:25:02,2     | 20.           |
| Kim Jonbom (Kim Yeon-beom) | Maraton     |          |          |             |             |          |          | nem ért célba | nem ért célba |
| Lee Sang-cheol             | Maraton     |          |          |             |             |          |          | 2:35:14,0     | 47.           |

| Versenyző    | Versenyszám | Selejtező | Selejtező | Döntő    | Döntő    |
| Versenyző    | Versenyszám | Eredmény  | Helyezés  | Eredmény | Helyezés |
| ------------ | ----------- | --------- | --------- | -------- | -------- |
| Suh Yong-joo | Távolugrás  | 698 cm    | 34.       | kiesett  | kiesett  |

Női
| Versenyző  | Versenyszám | Előfutam | Előfutam | Döntő   | Döntő    |
| Versenyző  | Versenyszám | Idő      | Hely.    | Idő     | Helyezés |
| ---------- | ----------- | -------- | -------- | ------- | -------- |
| Lee Hak-ja | 800 m       | 2:28,4   | 7.       | kiesett | kiesett  |

## Birkózás
Szabadfogású
| Versenyző        | Versenyszám | 1. forduló                             | 1. forduló | 1. forduló | 2. forduló                           | 2. forduló | 2. forduló | 3. forduló                         | 3. forduló | 3. forduló | 4. forduló               | 4. forduló | 4. forduló | 5. forduló                    | 5. forduló | 5. forduló | 6. forduló        | 6. forduló | 6. forduló | Döntő                    | Döntő   | Döntő   | Helyezés |
| Versenyző        | Versenyszám | Ellenfél Eredmény                      | Pont       | Hely.      | Ellenfél Eredmény                    | Pont       | Hely.      | Ellenfél Eredmény                  | Pont       | Hely.      | Ellenfél Eredmény        | Pont       | Hely.      | Ellenfél Eredmény             | Pont       | Hely.      | Ellenfél Eredmény | Pont       | Hely.      | Ellenfél Eredmény        | Pont    | Hely.   | Helyezés |
| ---------------- | ----------- | -------------------------------------- | ---------- | ---------- | ------------------------------------ | ---------- | ---------- | ---------------------------------- | ---------- | ---------- | ------------------------ | ---------- | ---------- | ----------------------------- | ---------- | ---------- | ----------------- | ---------- | ---------- | ------------------------ | ------- | ------- | -------- |
| Im Gwang-Jae     | 57 kg       | Luigi Chinazzo (ITA) · 3-1             | 3          | =13.       | Dermot Dunne (IRL) · kétvállas       | 3          | =7.        | Mohamed Mehdi Yaghoubi (IRI) · 3-1 | 6          | =10.       | kiesett                  | kiesett    | kiesett    | kiesett                       | kiesett    | kiesett    |                   |            |            | kiesett                  | kiesett | kiesett | 10.      |
| Gang Jeong-Ho    | 62 kg       | Sztéfanosz Joanídisz (GRE) · kétvállas | 4          | =18.       | Angelo Gelsomini (ITA) · 1-3         | 5          | =16.       | Mohammad Khadem (IRI) · kétvállas  | 9          | =16.       | kiesett                  | kiesett    | kiesett    | kiesett                       | kiesett    | kiesett    | kiesett           | kiesett    | kiesett    | kiesett                  | kiesett | kiesett | 16.      |
| Bong Uk-Won      | 67 kg       | Rafael Durán (VEN) · 1-3               | 1          | =4.        | Tony Ries Jr. (RSA) · 1-3            | 2          | =6.        | Mario Tovar (MEX) · 1-3            | 3          | =3.        | Ray Lougheed (CAN) · 1-3 | 4          | =3.        | Martti Peltoniemi (FIN) · 1-3 | 5          | =2.        |                   |            |            | Enyu Valcsev (BUL) · 3-1 | 8       | =4.     | 4.       |
| Choi Myeong-Jong | 73 kg       | Imam-Ali Habibi (IRI) · kétvállas      | 4          | =19.       | Gaetano De Vescovi (ITA) · kétvállas | 8          | =21.       | kiesett                            | kiesett    | kiesett    | kiesett                  | kiesett    | kiesett    | kiesett                       | kiesett    | kiesett    |                   |            |            | kiesett                  | kiesett | kiesett | 21.      |

## Kerékpározás

### Országúti kerékpározás
| Versenyző                                             | Versenyszám     | Idő           | Helyezés      |
| ----------------------------------------------------- | --------------- | ------------- | ------------- |
| No Do-cheon                                           | Mezőnyverseny   | nem ért célba | nem ért célba |
| Jo Jae-hyeon                                          | Mezőnyverseny   | nem ért célba | nem ért célba |
| Pak Jong-hyeon                                        | Mezőnyverseny   | nem ért célba | nem ért célba |
| Lee Seung-hun                                         | Mezőnyverseny   | nem ért célba | nem ért célba |
| No Do-cheon Jo Jae-hyeon Pak Jong-hyeon Lee Seung-hun | Csapat időfutam | 2:53:09,51    | 30.           |

## Lovaglás
Díjugratás
| Versenyző    | Ló     | Versenyszám | 1. forduló    | 1. forduló    | 2. forduló | 2. forduló | Összesen    | Összesen    |
| Versenyző    | Ló     | Versenyszám | Pont          | Hely.         | Pont       | Hely.      | Pont        | Helyezés    |
| ------------ | ------ | ----------- | ------------- | ------------- | ---------- | ---------- | ----------- | ----------- |
| Kim Dong-gyu | Gracia | Egyéni      | nem ért célba | nem ért célba | kiesett    | kiesett    | helyezetlen | helyezetlen |
| Min Gwan-gi  | Domfee | Egyéni      | nem ért célba | nem ért célba | kiesett    | kiesett    | helyezetlen | helyezetlen |

## Műugrás
Férfi
| Versenyző    | Versenyszám        | Selejtező | Selejtező | Elődöntő | Elődöntő | Elődöntő | Döntő   | Döntő   | Döntő    |
| Versenyző    | Versenyszám        | Pont      | Helyezés  | Pont     | Össz.    | Helyezés | Pont    | Össz.   | Helyezés |
| ------------ | ------------------ | --------- | --------- | -------- | -------- | -------- | ------- | ------- | -------- |
| Lee Pil-jung | Egyéni toronyugrás | 28,34     | 28.       | kiesett  | kiesett  | kiesett  | kiesett | kiesett | kiesett  |

## Ökölvívás
| Versenyző                        | Versenyszám  | Selejtező                    | 32-es főtábla                   | Nyolcaddöntő                | Negyeddöntő                 | Elődöntő          | Döntő             | Helyezés |
| Versenyző                        | Versenyszám  | Ellenfél Eredmény            | Ellenfél Eredmény               | Ellenfél Eredmény           | Ellenfél Eredmény           | Ellenfél Eredmény | Ellenfél Eredmény | Helyezés |
| -------------------------------- | ------------ | ---------------------------- | ------------------------------- | --------------------------- | --------------------------- | ----------------- | ----------------- | -------- |
| Csong Sindzso (Jeong Sin-jo)     | Légsúly      | erőnyerő                     | Szergej Szivko (URS) · 0-5      | kiesett                     | kiesett                     | kiesett           | kiesett           | 17.      |
| Gang Chun-Won                    | Harmatsúly   | erőnyerő                     | Jerry Armstrong (USA) · 1-4     | kiesett                     | kiesett                     | kiesett           | kiesett           | 17.      |
| Szong Szuncshon (Song Sun-Cheon) | Pehelysúly   |                              | Joe Okezie (NGR) · 3-2          | Francesco Musso (ITA) · 0-5 | kiesett                     | kiesett           | kiesett           | 9.       |
| Lee Gwang-Ju                     | Könnyűsúly   | erőnyerő                     | Dimitar Stoilov (BUL) · 4-1     | Harry Campbell (USA) · KO   | kiesett                     | kiesett           | kiesett           | 9.       |
| Kim Deuk-bong                    | Kisváltósúly | Sawong Mongkolrit (THA) · KO | Raoul Sarrazin (CAN) · kizárták | Miguel Amarista (VEN) · RSC | Clement Quartey (GHA) · 2-3 | kiesett           | kiesett           | 5.       |
| Kim Ki-soo                       | Váltósúly    | erőnyerő                     | Henry Perry (IRL) · 3-2         | Nino Benvenuti (ITA) · 0-5  | kiesett                     | kiesett           | kiesett           | 9.       |

## Sportlövészet
Férfi
| Versenyző                  | Versenyszám          | Selejtező | Selejtező  | Selejtező  | Döntő   | Döntő    |
| Versenyző                  | Versenyszám          | Csoport   | Pont       | Helyezés   | Pont    | Helyezés |
| -------------------------- | -------------------- | --------- | ---------- | ---------- | ------- | -------- |
| Sim Mun-seop               | Gyorstüzelő pisztoly |           |            |            | 552     | 44.      |
| An Dzseszong (An Jae-song) | Szabadpisztoly       | B         | 341        | 19.        | 520     | 42.      |
| Sim Myeong-hui             | Trap                 |           | nincs adat | nincs adat | kiesett | kiesett  |

## Súlyemelés
| Versenyző                    | Versenyszám | Nyomás   | Nyomás   | Szakítás | Szakítás | Lökés                    | Lökés                    | Összesen | Helyezés |
| Versenyző                    | Versenyszám | Eredmény | Helyezés | Eredmény | Helyezés | Eredmény                 | Helyezés                 | Összesen | Helyezés |
| ---------------------------- | ----------- | -------- | -------- | -------- | -------- | ------------------------ | ------------------------ | -------- | -------- |
| Ju Inho (Yu In-ho)           | 56 kg       | 90,0     | =11.     | 95,0     | 7.       | 130,0                    | =4.                      | 315,0    | 7.       |
| Kim Henam (Kim Hae-nam)      | 60 kg       | 105,0    | 5.       | 105,0    | =3.      | 135,0                    | =4.                      | 345,0    | 4.       |
| Jin O-hyeon                  | 67,5 kg     | 107,5    | =15.     | 107,5    | =9.      | 140,0                    | =8.                      | 355,0    | 10.      |
| Lee Taeg-yeong               | 67,5 kg     | 112,5    | =8.      | 110,0    | =5.      | érvényes kísérlet nélkül | érvényes kísérlet nélkül | kiesett  | kiesett  |
| Go Yeong-chang               | 75 kg       | 115,0    | =9.      | 120,0    | =4.      | 150,0                    | =8.                      | 385,0    | 7.       |
| I Dzsongszop (Lee Jong-seop) | 75 kg       | 115,0    | =9.      | 115,0    | 9.       | 150,0                    | =8.                      | 380,0    | 10.      |
| Hvang Hodong (Hwang Ho-dong) | 90 kg       | 120,0    | =15.     | 120,0    | =10.     | 160,0                    | =6.                      | 400,0    | 10.      |

## Torna
Férfi
| Versenyző    | Versenyszám      | Selejtező | Selejtező | Döntő    | Döntő    |
| Versenyző    | Versenyszám      | Pontszám  | Helyezés  | Pontszám | Helyezés |
| ------------ | ---------------- | --------- | --------- | -------- | -------- |
| Kim Sang-guk | Talaj            | 17,80     | =77.      | kiesett  | kiesett  |
| Kim Sang-guk | Ugrás            | 17,65     | =81.      | kiesett  | kiesett  |
| Kim Sang-guk | Korlát           | 17,95     | =70.      | kiesett  | kiesett  |
| Kim Sang-guk | Nyújtó           | 17,55     | =87.      | kiesett  | kiesett  |
| Kim Sang-guk | Gyűrű            | 18,40     | =46.      | kiesett  | kiesett  |
| Kim Sang-guk | Lólengés         | 15,20     | 109.      | kiesett  | kiesett  |
| Kim Sang-guk | Egyéni összetett |           |           | 104,55   | 88.      |

Női
| Versenyző    | Versenyszám      | Selejtező | Selejtező | Döntő    | Döntő    |
| Versenyző    | Versenyszám      | Pontszám  | Helyezés  | Pontszám | Helyezés |
| ------------ | ---------------- | --------- | --------- | -------- | -------- |
| Yu Myeong-ja | Talaj            | 18,033    | 70.       | kiesett  | kiesett  |
| Yu Myeong-ja | Ugrás            | 16,666    | 81.       | kiesett  | kiesett  |
| Yu Myeong-ja | Felemás korlát   | 17,266    | 81.       | kiesett  | kiesett  |
| Yu Myeong-ja | Gerenda          | 15,166    | =102.     | kiesett  | kiesett  |
| Yu Myeong-ja | Egyéni összetett |           |           | 67,131   | 88.      |